# Dionísio de Corinto

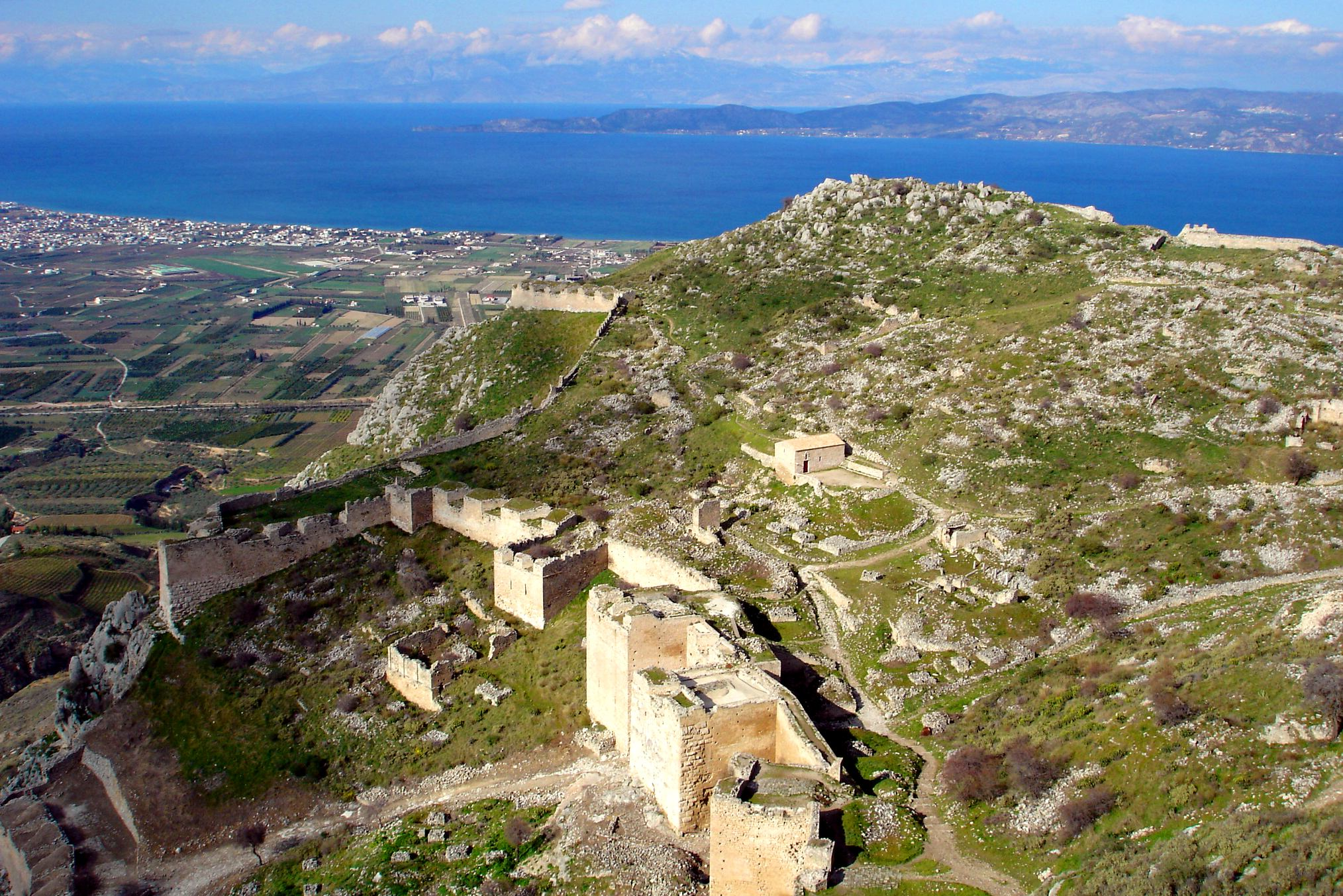
Ruínas da Acrópole de Corinto.

São Dionísio Bispo de Corinto, viveu por volta do ano 171 Sua festa é comemorada no dia 8 de abril.

## Vida e obra
A data em que esteve vivo (floruit) é dada pelo fato de que ele escreveu para o Papa Sotero[a]. Eusébio, em sua obra Crônicas, aponta-o como estando vivo no décimo-primeiro ano do imperador Marco Aurélio (171). Quando Hegésipo esteve em Corinto nos tempos do Papa Aniceto, Primo era o bispo (ca. 150-5), enquanto Báquilo foi bispo de Corinto durante a Controvérsia da Páscoa (entre 190-8). A única fonte pela qual conhecemos Dionísio hoje em dia é Eusébio, pois Jerônimo (De Viris Illustribus, cap. 27) utilizou-o como única fonte. Eusébio conhecia uma coleção de sete das "Cartas Católicas às Igrejas" de Dionísio, assim como uma carta para ele de Pinito de Creta, Bispo de Cnossos, e uma carta pessoal de conselhos espirituais para uma senhora chamada Crisófora.

## As cartas às Igrejas
Eusébio menciona sete cartas:
1. Uma carta para os Lacedemônios, ensinando ortodoxia, e desejando paz e união.
2. Outra era para os atenienses, despertando-lhes a fé e clamando para que vivessem de acordo com o evangelho, pois eles não estavam longe da apostasia. Dionísio falou sobre o recente martírio de seu bispo, Públio (na perseguição aos cristãos de Marco Aurélio), da ascensão de Quadrado como sucessor e afirmou que Dionísio Areopagita teria sido o primeiro bispo de Atenas.
3. Para os nicomedenses, ele escreveu contra o marcionismo.
4. Escrevendo para Gortina e as outras dioceses de Creta, ele louvou seu bispo, Filipe, pelos esforços em favor da Igreja e o alertou sobre as distorções dos heréticos.
5. Para a Igreja de Amástris em Ponto, ele escreveu por insistência de Baquílides e Elpisto (que são desconhecidos), mencionando o nome do bispo como "Palmas". Ele escreveu também nesta carta sobre o casamento e o celibato, e recomendou que um tratamento caridoso fosse dado aos que caíram em pecado ou heresia.
6. Numa carta a Pinito, bispo de Cnossos, ele recomendou que ele não deveria colocar o fardo do celibato de forma exagerada em seus irmãos e deveria considerar a fraqueza que a maior parte deles tem. Pinito respondeu, após algumas palavras polidas, que ele esperava que Dionísio que lhe enviasse carne forte da próxima vez, de modo que seu povo não tivesse que crescer apenas com o leite das crianças.

Porém, a mais importante das cartas é a sétima, endereçada aos romanos e a única da qual alguns trechos foram preservados. O Papa Sotero enviou esmolas e uma carta aos Coríntios e, em resposta, Dionísio escreveu:
| “ | Pois este tem sido nosso costume desde o começo, fazer o bem para todos os irmãos de muitas formas, e enviar esmolas para muitos cristãos em diferentes cidades, aliviando a pobreza dos que pediram ajuda, ajudando os irmãos nas minas com as esmolas que enviou. Os romanos, mantendo o costume tradicional dos romanos, cujo abençoado bispo, Sotero, não apenas manteve, mas até aumentou, por ceder aos irmãos a abundância que forneceu, e por confortá-los com as palavras abençoadas os irmãos que foram até ele, como um pai para suas crianças. | ” |
|   | — História Eclesiástica, Dionísio de Corinto, citado por Eusébio. |   |

Novamente, onde - segundo Eusébio - ele é um dos que confirmaram que o martírio de Pedro e Paulo (kata ton auton kairon) teria ocorrido ao mesmo tempo, em Roma:
| “ | Você, por esta instrução, misturou juntos os romanos e os coríntios, que são a plantação de Pedro e Paulo. Pois ambos vieram para nossa Corinto e nos plantaram, e nos ensinaram. E da mesma forma foram até a Itália, ensinaram lá e foram martirizados ao mesmo tempo. | ” |
|   | — História Eclesiástica, Dionísio de Corinto, citado por Eusébio. |   |

Por fim, ele menciona também a Primeira Epístola de Clemente e sua leitura pública:
| “ | Hoje em dia, mantemos o santo dia do Senhor, no qual nós lemos sua carta, que nós sempre teremos para ler e para sermos corrigidos, assim como a outra que nos foi escrita anteriormente por Clemente. | ” |
|   | — História Eclesiástica, Dionísio de Corinto, citado por Eusébio. |   |

As cartas de Dionísio eram evidentemente muito valorizadas, pois no último trecho desta carta, ele escreve que o fez a pedido, e que eles foram enganados "pelos apóstolos do demônio". "Não é de se admirar se", ele observa, "alguns ousaram fraudar até mesmo as palavras do próprio Senhor, quando eles conspiraram para mutilar meus humildes esforços".